# جون ويليام ريتشموند شكسبير
جون ويليام ريتشموند شكسبير (بالإنجليزية: John Shakespeare)‏ هو دبلوماسي بريطاني، ولد في 11 يونيو 1930 في شيملا في الهند.